# チャールズ・ペティ (初代シェルバーン男爵)
初代シェルバーン男爵チャールズ・ペティ（英語: Charles Petty, 1st Baron Shelburne、1672年ごろ – 1696年4月）は、アイルランド貴族。

## 生涯
サー・ウィリアム・ペティとエリザベス・ウォラー（1708年没）の息子として、1672年ごろに生まれた。
父の功績により、その死後の1688年12月31日にアイルランド貴族であるウェックスフォード県におけるシェルバーン男爵に叙された。母も同日に一代貴族であるシェルバーン女男爵に叙されている。1689年にジェームズ2世が召集したアイルランド議会により私権剥奪されたが、1692年に召集されたアイルランド議会でアイルランド貴族院議員に就任したとき、私権剥奪を取り消された。
1690年6月4日、メアリー・ウィリアムズ（Mary Williams、1673年ごろ – 1710年12月、第2代準男爵サー・ジョン・ウィリアムズの娘）と結婚した。
1696年4月に死去、後継者がおらず爵位は廃絶した。